# Ottorino Perrone
Ottorino Vercesi Philippe Alphonse Perrone (L'Aquila, 9 maggio 1897 – Bruxelles, 17 ottobre 1957) è stato un politico italiano e uno dei fondatori del Partito Comunista d'Italia.

## Biografia
Durante la prima guerra mondiale fu al fronte come artigliere con il grado di sergente ma, pur inviato a un corso per allievi ufficiali, fu giudicato inadatto. Finita la guerra si recò a studiare Scienze economiche e commerciali a Venezia, dove avvenne la sua maturazione politica: nel 1920, fu nominato segretario della Camera del Lavoro e partecipò all'occupazione delle fabbriche nella vicina Mira.
Nel 1921 partecipò a Livorno alla fondazione del Partito Comunista d'Italia, condividendo, come quasi tutti i giovani, le posizioni della sinistra comunista. Nei mesi seguenti, svolse attività di giornalista a Padova e a Trieste, come redattore de Il Lavoratore; ebbe poi l'incarico di organizzare le federazioni provinciali di Venezia e dell'Aquila.
Al II Congresso del Partito Comunista (Roma, 20-24 marzo 1922), fu scelto come uno dei cinque segretari interregionali, carica che conservò anche in seguito ai mutamenti organizzativi avvenuti con l'ingresso nel partito dei cosiddetti terzini imposto dall'Esecutivo dell'Internazionale Comunista nel giugno 1923.
Principale organizzatore della conferenza clandestina di Como (che in realtà si svolse sulle Prealpi del triangolo lariano) del 18 maggio 1924, seppe superare gli ostacoli della repressione del fascismo e dell'opportunismo centrista, assicurando il successo dell'iniziativa, con la netta affermazione delle posizioni della direzione di sinistra.
Nel giugno 1924 fu delegato al V Congresso dell'Internazionale Comunista. Al suo rientro in Italia, il 18 agosto, fu arrestato al confine italo-svizzero nei pressi di Luino; accusato di espatrio illegale, fu inviato alla sua città natale.
Nel rapporto di polizia che venne stilato, è descritto come "abile e scaltrissimo propagandista e per la sua intelligenza, per le sue relazioni e la sua cultura è da ritenersi pericolosissimo. Con l'autorità mantiene contegno cortese tanto da rasentare l'ironia".
Perrone approfittò della forzata inattività politica per presentare a Venezia la sua tesi di laurea. Nel 1925 riprese l'attività politica a Milano, ma fu emarginato dalla nuova direzione di centro del partito e, nel 1926, fu destituito d'ufficio da segretario del Comitato sindacale centrale comunista, incarico che deteneva dall'agosto 1924, nonostante che, grazie al suo impegno, all'elezione per le Commissioni interne la lista comunista avesse ottenuto una maggioranza schiacciante.
Al Terzo Congresso del partito (Lione, 20-26 gennaio 1926), assieme ad Amadeo Bordiga difese strenuamente le tesi della sinistra. Rientrato in Italia, ne divenne il punto di riferimento.
Nel dicembre dello stesso anno, per sfuggire alle persecuzioni fasciste, fu costretto a trasferirsi a Parigi, dove svolse attività nell'ambito degli organismi politici e sindacali nei quali i militanti della sinistra italiana erano la maggioranza.
Nel frattempo, i contrasti con la Direzione centrista, eletta a Lione, stavano passando dalla polemica alla rottura, mentre si diffondeva la consapevolezza che l'Internazionale fosse ormai sulla via di una inarrestabile involuzione.
Espulso dalla Francia nell'agosto 1927, Perrone riparò in Belgio stabilendosi a Bruxelles; sempre colpito dal decreto di espulsione francese, non poté essere presente a Pantin (presso Parigi) quando nell'aprile 1928, per suo impulso, fu costituita la Frazione di sinistra del PCd'I, di cui fu instancabile e appassionato dirigente.
Con lo pseudonimo Vercesi, fu con Virgilio Verdaro il principale redattore di «Prometeo», di «Bilan» e delle altre pubblicazioni della Frazione. Nella drammatica situazione che colpiva il movimento comunista, Perrone seppe assumere posizioni impopolari, come in occasione della guerra di Spagna, nella quale intravide un latente contrasto tra imperialismi, che avrebbe vanificato ogni possibilità di autonomia proletaria.
Alla vigilia del conflitto, formulò le tesi sull'economia di guerra e la scomparsa del proletariato come classe, che furono condivise da molti militanti, provocando - agosto-settembre 1939 - la disgregazione della Frazione, aggravata dalla condizione di clandestinità, cui furono costretti quasi tutti i suoi componenti durante l'occupazione tedesca (maggio 1940 - ottobre 1944).
Perrone, che abitava nel quartiere operaio di Anderlecht e lavorava come contabile del sindacato dei tipografi, fu costretto a nascondersi per sfuggire alla Gestapo, che l'avrebbe consegnato alle galere italiane. La sua sopravvivenza fu favorita dalla coerenza politica, dirittura morale e generosità, qualità che gli assicurarono il rispetto e la solidarietà di esponenti socialisti belgi, tra cui Spaak e Vermeylen, e degli esuli italiani, che in altre occasioni egli aveva aiutato. Costoro, alla liberazione di Bruxelles nell'ottobre 1944, costituirono un Comitato di Coalizione Antifascista e assunsero gli incarichi rappresentativi lasciati vacanti dalla fuga delle autorità della Repubblica Sociale Italiana, nominando Perrone responsabile ad interim della Croce Rossa Italiana.
Benché l'incarico avesse soprattutto il delicato compito di provvedere al rimpatrio dei prigionieri di guerra italiani, suscitò la disapprovazione politica da parte di alcuni militanti della sinistra comunista che, già in precedenza, non avevano condiviso le sue tesi sulla guerra.
Con la fine del conflitto, Perrone rimase a Bruxelles e aderì al Partito Comunista Internazionalista, di cui fece parte del Comitato Centrale, condividendo le posizioni di Amadeo Bordiga in occasione della scissione del 1952.